# دمتري تتانشفيلي
دمتري تتانشفيلي (19 أكتوبر 1983 بتبليسي في جورجيا - ) هو لاعب كرة قدم جورجي في مركز الهجوم. شارك مع منتخب جورجيا لكرة القدم. أما مع النوادي، فقد لعب مع فيكتوريا بلزن وميتالوره زابورجيا ونادي تسخينفالي ونادي تشيخورا ساتشخيره ونادي دينامو باتومي ونادي دينامو تبليسي ونادي زستافوني ونادي سيوني بولنيسي ونادي ميتالورغي روستافي وFC Spartaki Tbilisi ‏ ونادي كلادنو وFC Ameri Tbilisi ‏ وFC Olimpiki Tbilisi ‏.

## وصلات خارجية
- دمتري تتانشفيلي على موقع الاتحاد الأوربي (الإنجليزية)
- دمتري تتانشفيلي على موقع اتحاد أوكرانيا (الإنجليزية)
- دمتري تتانشفيلي على موقع قاعدة بيانات كرة القدم.إي يو (الإنجليزية)
- دمتري تتانشفيلي على موقع ناشيونال فوتبول تيمز (الإنجليزية)
- دمتري تتانشفيلي على موقع Soccerway.com (الإنجليزية)
- دمتري تتانشفيلي على موقع عالم كرة القدم.نت (الإنجليزية)